# Strumentista (chirurgia)
Lo strumentista è una figura professionale fondamentale nell'ambito di un'équipe operatoria.
È in genere un infermiere specializzato ma la funzione di strumentista può essere svolta anche da altre persone abilitate come, ad esempio, le ostetriche nel corso di interventi ostetrici o ginecologici.

## Competenze ed attività
Le incombenze di uno strumentista, nel passato indicato anche come ferrista, sono varie e possono essere così riassunte:
- Preparazione dei tavoli su cui verrà disposto tutto il materiale necessario alla intera seduta operatoria: ferri chirurgici, garze, pezze laparatomiche, materiale di sutura, tubi di drenaggio, bacinelle, ecc. Il numero di questi tavoli dipende dal tipo di intervento che si andrà ad eseguire, ma sono in genere un paio, piuttosto capienti, forniti di una spalliera dotata di uncini ove vanno infilati i ferri dello stesso tipo, e vanno ricoperti con due o tre teli sterili, durante la cui disposizione è vitale l'assoluta assenza di contatto con l'esterno. Un terzo tavolo più piccolo detto "servitore" verrà preparato all'inizio dell'intervento, sarà avvicinato al letto operatorio e conterrà quanto prevedibilmente necessario per quello specifico intervento. Il servitore va preparato con cura e con metodo. Ogni strumento deve avere il suo posto così che lo strumentista ed il chirurgo possano afferrarlo automaticamente. I ferri vanno raggruppati per funzione. Da un lato le forbici ed il tagliente, al centro le pinze di varia grandezza, dall'altro lato le pinze emostatiche. Sul lato più lontano le garze da asciugare, il materiale da sutura, i porta aghi. La disposizione è di solito legata alle abitudini dell'operatore e del ferrista, come alla tipologia di operazione che si dovrà eseguire.

Nella chirurgia ortopedica sono presenti, oltre agli strumenti da filiera, ferri di diverso utilizzo come martelli, scalpelli, scolla periostio, seghe, cucchiaini, perforatori, viti, placche ecc.e materiale di tipo protesico che rendono la preparazione dei carrelli più laboriosa. Fondamentale è la conoscenza dei passaggi e dei materiali utilizzati nell'intervento che si andrà ad eseguire. 

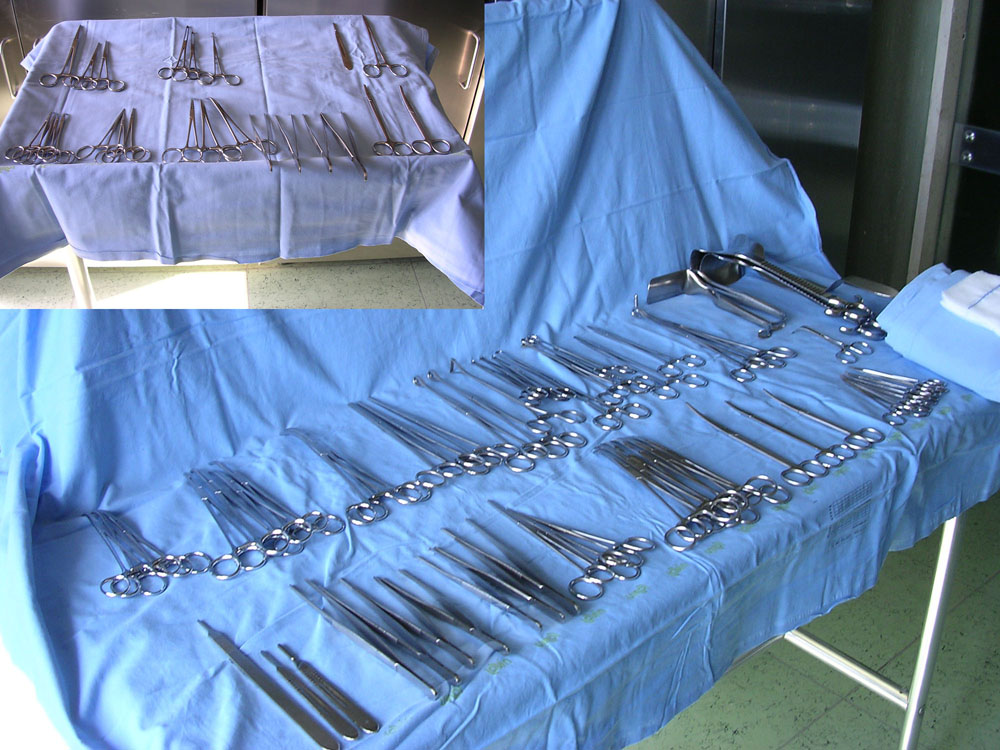
Tavolo con alcuni ferri chirurgici e servitore allestito per un intervento

- preparazione del campo sterile, posizionamento teleria previa disinfezione della cute.
- partecipazione all'intervento anticipando o eseguendo le richieste dell'operatore. Porgendo quindi gli strumenti o il materiale d'uso, ritirando quello adoperato che sarà poi ripulito e rimesso al suo posto come nel caso dei ferri chirurgici da riutilizzare o scartato, come nel caso delle garze, del complesso ago-filo di sutura, delle pezze laparotomiche, dei ferri inquinati (da pus, contenuto intestinale o altro), del bisturi adoperato per incidere la cute. La pratica di porgere il ferro richiesto sbattendone con forza il manico nel palmo del chirurgo nasce dalla esigenza che quest'ultimo possa riceverlo ed impugnarlo con sicurezza senza distogliere lo sguardo da quello che sta facendo.
- controllo assoluto e preciso del turnover del materiale utilizzato, in particolare degli aghi e fili di sutura, delle garze laparatomiche, delle pezze. Buona norma è quella di fornire all'operatore ogni garza o pezza, destinata a rimanere per un certo tempo nel sito chirurgico, ancorandone un angolo ad una pinza. Ciò elimina il rischio che nel corso dell'intervento essa si possa perdere, evenienza assolutamente eccezionale ma possibile, nel corso di interventi particolarmente lunghi ed impegnativi. Tale rischio ha indotto le industrie a produrre garze dotate di un filo radio opaco e quindi svelabili ad una comune radiografia che può essere fatta nel caso di dubbio. Buona norma e molto seguita è quella di contare il numero di garze in entrata ed in uscita dal servitore. La stessa attenzione va rivolta anche agli aghi, ai fili, soprattutto agli scollini, piccoli batuffoli usati per la emostasi di piccole superfici o per scollare e spostare delicate strutture, e di cui si fa largo uso nel corso di alcuni interventi.

## In Svizzera
In Svizzera, in particolare nel Canton Ticino, è nata la figura del Tecnico di Sala Operatoria: addetto alla funzione di strumentista di sala operatoria senza essersi prima formato in Scienze Infermieristiche, è un corso di 3 anni che si suddivide in formazione teorica e pratica, con tirocini attivi presso le sale operatorie degli ospedali convenzionati.
Al termine del percorso di studi, si ottiene il titolo che permette di esercitare la professione in tutta la Svizzera.